# 劉子翬
劉子翬（1101年—1147年），字彦冲，自号病翁，崇安（今屬福建省武夷山市）人，宋朝官員、學者。

## 生平
父劉韐在靖康之难时出使金营，拒降，自缢死。生於北宋徽宗建中靖國元年（1101），以父蔭補承務郎，被聘為真定（今河北正定）幕府。宋室南渡後，通判興化軍（今福建莆田），因不勝吏事，辭歸武夷山，主管冲佑观，讲经传道，学者称为“屏山先生”。邃于《周易》，朱熹是他的门生。作品多反映現實，如其在《遊朱家園》揭露花石綱“流威被東南，生殺在指呼。樓船載花石，里巷無褲襦”。錢鍾書認為刘子翚是诗人里的一位道学家，沾染“讲义语录”的习气最少，與胡寅等友好，深研禅理，与僧人交往甚密。绍兴十六年（1147年）去世。著有《屏山集》二十卷。

## 延伸阅读
[在维基数据编辑]
 《宋史/卷434》，出自脱脱《宋史》